# Atelier Paletky
Atelier Paletky s.r.o. je česká firma zaměřená na design a výrobu udržitelného nábytku a interiérů na míru. Její hlavní náplní je upcyklace dřeva a přetváření v designový nábytek. Takzvané rekultivované řezivo (reclaimed lumber) často kombinuje s dalšími materiály.

## Historie
Firmu založili v roce 2013 manželé Krupovi. Na začátku hledali materiál na zdravou postel bez chemie. Takto objevili své první jednocestné palety z japonského cedru. Později začali objevovat celý systém odpadního dřeva ve formě jednocestných palet z celého světa.
Manželé založili truhlárnu a designové studio v jednom, Lubomír Krupa jako CEO a obchodník a Hana Krupová jako hlavní designérka.

## Upcyklace dřeva

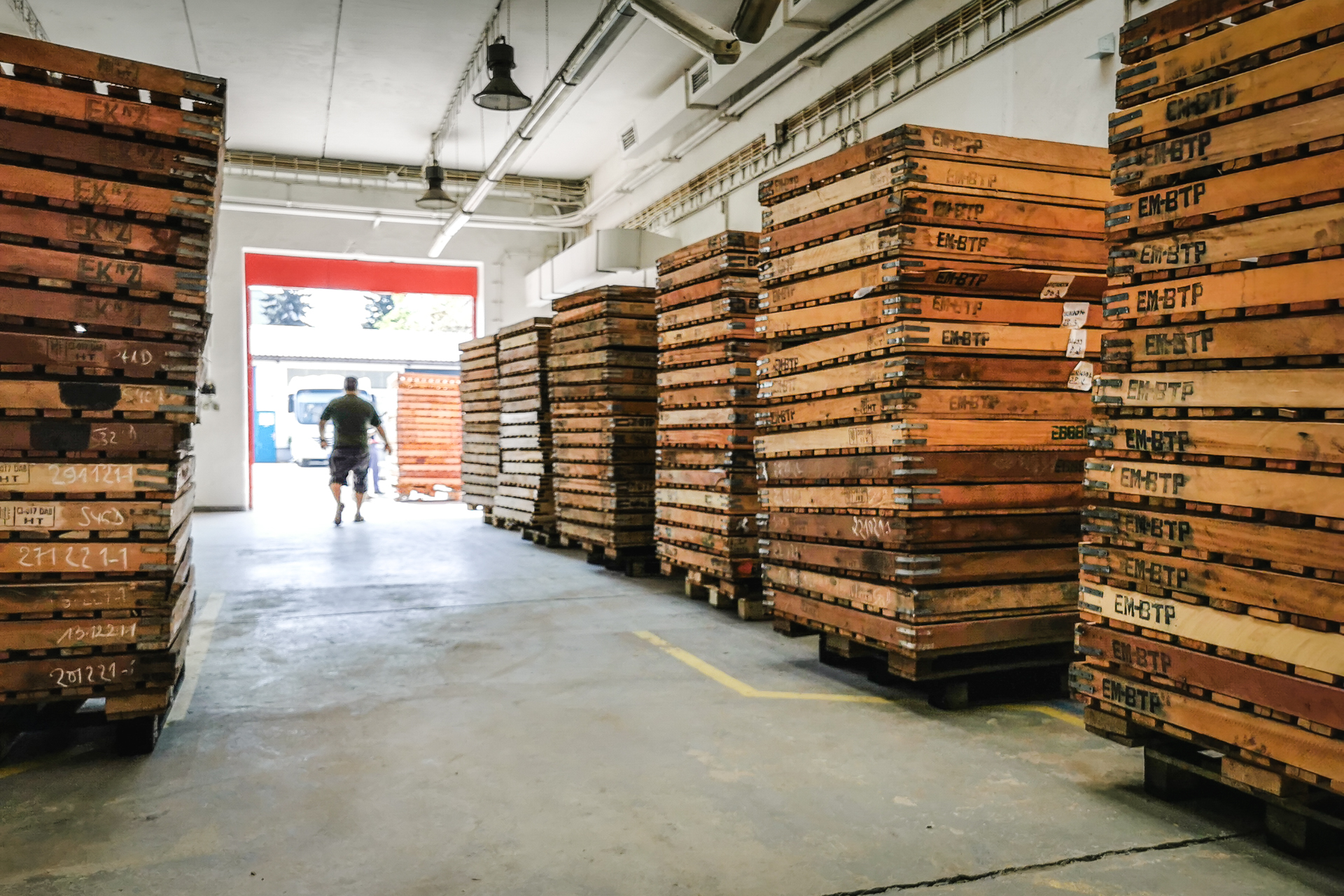
Atelier Paletky - sklad palet

Hlavním materiálem pro výrobu jsou jednocestné palety z exotických dřevin (japonský cedr, mahagon, malajský dub a další) z celého světa. Palety jsou nakupované lokálně v okruhu 50 km od Prahy. V truhlárně se dřevěný odpad upcykluje, tedy přetváří v užitný a designový nábytek. Oproti downcyklaci a recyklaci je přidávána materiálu hodnota.

### Zdravotní nezávadnost
Pro zajištění zdravotní nezávadnosti se upcyklují pouze jednocestné palety ošetřené vysokou teplotou (označené HT). Naopak se nepoužívají palety označené MB (methylbromid). Důležitá je znalost původu a produkt, který se na paletě převážel.
Pro konečnou úpravu produktů se používají především přírodní oleje a vosky.

## Zajímavosti
- Paletkám se doposud podařilo zachránit 10 000 ks jednocestných palet (údaj k 10. srpnu 2021)[zdroj?]
- Atelier Paletky je součástí Asociace společenské odpovědnosti firem[zdroj?]
- V roce 2015 získal interiér atria Ogilvy a Mather ocenění CBRE zasedačka roku v kategorii Kancelář jako DNA firmy[8]
- Paletky spolupracovaly na projektech s firmami jako jsou Bezobalu, Prabos, Etnetera, DZS, Beko, Zátiší Group, Ogilvy, Ovozela, O2, Vodafone, T-Mobile, Coca-Cola, Veolia[zdroj?]